# 赤松政秀
赤松政秀（1510年？—1570年12月19日）是日本戰國時代的武將。父親是赤松村秀。與祖父同樣，被稱為宇野下野守。

## 生平
在永正7年（1510年，未确证）出生。父親村秀是播磨國龍野城城主。
天文10年（1541年），因為父親村秀死去而成為繼承人。為人智勇優秀。
永祿元年（1558年）8月，浦上政宗另行擁立赤松晴政的嫡男義祐，迫使岳父晴政自置鹽城遭流放，幸賴政秀收留保護。永祿9年（1566年），興兵討伐政宗等，為再興赤松氏盡力。與主家的義祐關係不佳。在庇護的晴政病死後，暫時與義祐達成和睦，但在不久後恢復對立，並成為獨立勢力，與室町幕府第15代將軍足利義昭和織田信長同盟，和義祐形同水火。
另外，與浦上氏的同盟者小寺氏亦有激烈對立，與東播磨的實力者別所安治聯手，與小寺政職和其家臣黑田職隆戰鬥，亦與從西面侵攻的浦上政宗的弟弟宗景（與政宗對立）戰鬥。不過受小寺氏的家臣黑田孝高奇襲而大敗，許多有力家臣戰死（青山土器山之戰）。失去軍事抵抗力後，被迫在永祿12年（1569年）11月向宗景降伏，因此失去西播磨的霸權。
在元龜元年（1570年）11月12日被毒殺。被認為是由浦上宗景策劃。

## 外部連結
- 武家家伝＿龍野赤松氏 （页面存档备份，存于）